# DBi
Son los decibelios de ganancia sobre un radiador isotrópico o una relación logarítmica entre la potencia de emisión de una antena en relación con un radiador isotrópico. 
{\displaystyle D={\frac {I}{I_{i}}}}
{\displaystyle D} es la directividad de la antena.  
{\displaystyle I} es la intensidad de radiación de la antena 
{\displaystyle I_{i}} es la intensidad de radiación de una antena o radiador isotrópico  
El beneficio de esta relación se debe a que la intensidad de radiación de una antena isotrópica disminuye con el cuadrado de la distancia y se reparte por todo el espacio equitativamente sin una directividad determinada.  
De esta manera la potencia que un receptor recibirá será    
Donde {\displaystyle R} es la distancia de la antena isotrópica al receptor, {\displaystyle A} es la sección en metros cuadrados del receptor y {\displaystyle \cos \phi } es la proyección del vector de Poynting con la normal de la superficie del receptor.  
De esta manera es posible analizar a la antena numéricamente como un radiador isotrópico, calcular la potencia que recibirá el receptor y multiplicar por la ganancia de la antena en la dirección de máxima radiación.    